# Hagler (Sengsengebirge)
Der Hagler ist ein 1669 m ü. A. hoher Berg im Sengsengebirge. Es handelt sich hierbei um die südliche Rückfallkuppe des Hohen Nock, die von diesem durch die Uvala des Knödelboden getrennt ist. Der Berg entsendet nach Süden einen markanten Grat. Die Südwest- und Südostflanke fallen mit steilen Fels- und Schrofenflanken ins Tal ab. Im Norden leiten mäßig geneigte Hänge zum Hohen Nock über. Vom Tal aus erscheint der Hagler als eigenständiger Berg. Auf den Berg führen keine markierten Wege. Zustiege erfolgen von Westen über die Koppenalm, über den Südgrat oder über den Reitsteig von Nordosten. Auf dem Gipfel befindet sich ein Gipfelkreuz mit Gipfelbuch. Er wird wegen seiner schönen Aussicht über das Windischgarstner Becken, das Tote Gebirge und die Haller Mauern oft besucht. 2003 ereignete sich in der Südflanke ein Waldbrand. Im Rahmen der Forschungstätigkeit im Nationalpark Kalkalpen wird auf dieser Dauerbeobachtungsfläche die Sukzession nach dem Waldbrand beobachtet.